# Sterben für Madrid
Sterben für Madrid ist ein 1963 erschienener französischer Dokumentarfilm von Frédéric Rossif, der sich mit dem Spanischen Bürgerkrieg auseinandersetzt.

## Handlung
Sterben für Madrid schildert die Geschichte des Spanischen Bürgerkriegs anhand von Nachrichtenausschnitten und anderem authentischen Filmmaterial. Der Film liefert eine chronologische Beschreibung der Hintergründe, des Ablaufs und der Folgen des Bürgerkriegs, der von der ganzen Welt beobachtet wurde. Auch die Eindrücke von Autoren wie Antoine de Saint-Exupéry oder Dichtern wie Federico García Lorca, die in den Krieg involviert waren, werden präsentiert. Viele der Filmaufnahmen entstanden im Kriegsgeschehen, Kameraleute riskierten ihr Leben, um Momente einzufangen, in denen unschuldige Menschen getötet wurden. Aufgrund dieser Umstände ist die Zusammenstellung der Szenen vergleichsweise hart. Begleitet werden die Bilder von einem eingesprochenen Kommentar.

## Produktion
Für die Produktion des Films erhielt der Regisseur Frédéric Rossif Zugang zu sämtlichen cinematografischen Archiven, ausgenommen denen des franquistischen Spaniens.
Im Jahr 1963, als Sterben für Madrid in Frankreich in die Kinos kommen sollte, erteilte die Zensurkommission ihre Genehmigung. Die spanische Botschaft in Frankreich (nach wie vor unter dem Regime Francos) übte jedoch Druck auf das französische Außenministerium aus, damit der Film mehrfach gekürzt werden solle. Gemäß der Produzentin des Films, Nicole Stéphane, hatte die spanische Regierung 25 Schnitte gefordert, von denen letztlich sechs durchgeführt wurden. Auch habe die spanische Regierung den Negativ des Films kaufen wollen, um ihn zu zerstören. Letztendlich war die Affäre jedoch eine großartige Werbung für den Film, der ein echter Erfolg wurde. 
Zwei Tage nach der Veröffentlichung des Films wurde Julián Grimau García, der während des Bürgerkriegs Mitglied der Kommunistischen Partei gewesen war, wegen seines Wirkens im Spanischen Bürgerkrieg zum Tode verurteilt und hingerichtet.
Für das deutschsprachige Publikum wurde der Originaltitel Mourir à Madrid (Sterben in Madrid) sinnentstellend modifiziert.

## Auszeichnungen
- Auszeichnung mit dem Jean-Vigo-Preis 1963
- Auszeichnung mit dem BAFTA als Bester Dokumentarfilm 1963
- Nominierung für einen Oscar in der Kategorie Bester Dokumentarfilm 1966